# Нидер-Костенц
Нидер-Костенц (нем. Nieder Kostenz) — община в Германии, в земле Рейнланд-Пфальц. 
Входит в состав района Рейн-Хунсрюк. Подчиняется управлению Кирхберг.  Население составляет 193 человека (на 31 декабря 2010 года). Занимает площадь 4,12 км².